# Top-Liga
Top-Liga (kirg. Топ-Лига, lub Wyższa Liga, kirg. Жогорку Лига, Dżogorku Liga) – najwyższa klasa rozgrywkowa klubów piłki nożnej w Kirgistanie. Rozgrywki ligi toczą się pod patronatem Kirgiskiego Związku Piłki Nożnej. Zwycięzca rozgrywek otrzymuje tytuł mistrza Kirgistanu, a spadkowicze trafiają do Pierwszej Ligi.

## Format rozgrywek
Liga rozgrywana jest systemem wiosna-jesień. Sezon najczęściej trwa od kwietnia do października. Zwycięzca rozgrywek ligowych zostaje piłkarskim mistrzem Kirgistanu. Liczba uczestniczących drużyn uzależniona jest od narodowej federacji. W sezonie 2012 liga skupiała zaledwie 8 zespołów.
Zwycięzca rozgrywek reprezentuje Kirgistan na arenie międzynarodowej w Pucharze Prezydenta AFC.

## Drużyny w sezonie 2012
- Abdysz-Ata Kant
- Ała-Too
- Ałaj Osz
- Ałga Biszkek
- Chimik Karabałta
- Dordoj Biszkek
- Dinamo-Polot Biszkek
- FC-95 Biszkek

## Mistrzowie i pozostali medaliści
| Sezon                     | K | K | T  | Mistrz                    | Wicemistrz                | III miejsce                             | Br. | Król strzelców                                                           | Uwagi                       |
| Top-Liga (kirg. ТОП-ЛИГА) |   |   |    |                           |                           |                                         |     |                                                                          |                             |
| 1992                      |   |   | 1  | Ałga Biszkek              | SKA-Dostuk Sokuluk        | Ałaj Osz                                | 26  | Igor Siergiejew (SKA-Dostuk Sokuluk)                                     | 12 klubów                   |
| 1993                      |   |   | 2  | Ałga-RIIF Biszkek         | Spartak Tokmok            | Ałaj Osz                                | 38  | Dawron Babajew (Ałaj Osz)                                                | 17 klubów                   |
| 1994                      |   |   | 1  | Kant-Oil Kant             | Semetej Kyzył-Kyja        | Ak-Marał Tokmok                         | 25  | Aleksandr Merzlikin (Kant-Oil Kant)                                      | 14 klubów                   |
| 1995                      |   |   | 2  | Kant-Oil Kant             | AiK Biszkek               | Semetej Kyzył-Kyja                      | 27  | Aleksandr Merzlikin (Kant-Oil Kant)                                      | 16 klubów, 2 rundy, 2 grupy |
| 1996                      |   |   | 1  | Metałłurg Kadamżaj        | AiK Biszkek               | Dinamo-Ałaj Osz                         | 17  | Aleksandr Merzlikin (AiK Biszkek)                                        | 12 klubów                   |
| 1997                      |   |   | 1  | Dinamo Biszkek            | Ałga-PWO Biszkek          | AiK Biszkek                             | 17  | Farchad Chajtbajew (KWT Dinamo Karabałta)                                | 10 klubów                   |
| 1998                      |   |   | 2  | CAG-Dinamo-MWD Biszkek    | SKA-PWO Biszkek           | Nacionalnaja Gwardija Biszkek           | 23  | Siergiej Gajzitdinow (Semetej Kyzył-Kyja)                                | 20 klubów, 2 rundy, 2 grupy |
| 1999                      |   |   | 3  | CAG-Dinamo-MWD Biszkek    | SKA-PWO Biszkek           | Dżasztyk-Ak-Ałtyn Karasuu Polot Biszkek | 16  | Ismaił Malikow (Dżasztyk-Ak-Ałtyn Karasuu)                               | 12 klubów                   |
| 2000                      |   |   | 3  | SKA-PWO Biszkek           | CAG-Dinamo-MWD Biszkek    | Polot Biszkek                           | 32  | Walerij Berezowski (SKA-PWO Biszkek)                                     | 12 klubów                   |
| 2001                      |   |   | 4  | SKA-PWO Biszkek           | Dżasztyk-Ak-Ałtyn Karasuu | Dordoj Naryn                            | 28  | Nurłan Rajabalijew (Dżasztyk-Ak-Ałtyn Karasuu)                           | 8 klubów                    |
| 2002                      |   |   | 5  | SKA-PWO Biszkek           | Dżasztyk-Ak-Ałtyn Karasuu | Dordoj Naryn                            | 19  | Jewgienij Bołdygin (Dżasztyk-Ak-Ałtyn Karasuu)                           | 10 klubów                   |
| 2003                      |   |   | 1  | Dżasztyk-Ak-Ałtyn Karasuu | SKA-PWO Biszkek           | Dordoj Naryn                            | 39  | Roman Korniłow (SKA-PWO Biszkek)                                         | 18 klubów, 2 rundy, 2 grupy |
| 2004                      |   |   | 1  | Dordoj-Dinamo Naryn       | SKA-Szoro Biszkek         | Dżasztyk-Ak-Ałtyn Karasuu               | 28  | Zamirbek Żumagułow (Dordoj-Dinamo Naryn)                                 | 10 klubów                   |
| 2005                      |   |   | 2  | Dordoj-Dinamo Naryn       | SKA-Szoro Biszkek         | Dżasztyk-Ak-Ałtyn Karasuu               | 23  | Jewgienij Bołdygin (Dżasztyk-Ak-Ałtyn Karasuu)                           | 8 klubów                    |
| 2006                      |   |   | 3  | Dordoj-Dinamo Naryn       | Abdysz-Ata Kant           | Dżasztyk-Ak-Ałtyn Karasuu               | 24  | Wjaczesław Prianisznikow (Abdysz-Ata Kant)                               | 11 klubów, 2 rundy, 2 grupy |
| 2007                      |   |   | 4  | Dordoj-Dinamo Naryn       | Abdysz-Ata Kant           | Dżasztyk-Ak-Ałtyn Karasuu               | 21  | Ałmazbek Mirzalijew (Abdysz-Ata Kant)                                    | 10 klubów                   |
| 2008                      |   |   | 5  | Dordoj-Dinamo Naryn       | Abdysz-Ata Kant           | Ałaj Osz                                | 13  | Hurszid Lutfullajew (Abdysz-Ata Kant) David Tetteh (Dordoj-Dinamo Naryn) | 9 klubów                    |
| 2009                      |   |   | 6  | Dordoj-Dinamo Naryn       | Abdysz-Ata Kant           | Ałaj Osz                                | 21  | Maksim Kretow (Dordoj-Dinamo Naryn)                                      | 9 klubów, gr.mistrz.        |
| 2010                      |   |   | 1  | Neftczi Koczkorata        | Dordoj Biszkek            | Abdysz-Ata Kant                         | 15  | Tałajbek Dżumatajew (Neftczi Koczkorata)                                 | 9 klubów                    |
| 2011                      |   |   | 7  | Dordoj Biszkek            | Neftczi Koczkorata        | Abdysz-Ata Kant                         | 12  | Władimir Werewkin (Ałga Biszkek)                                         | 6 klubów                    |
| 2012                      |   |   | 8  | Dordoj Biszkek            | Ałga Biszkek              | Ałaj Osz                                | 17  | Kajumdżan Szaripow (Dordoj Biszkek)                                      | 8 klubów                    |
| 2013                      |   |   | 1  | Ałaj Osz                  | Dordoj Biszkek            | Abdysz-Ata Kant                         | 20  | Ałmazbek Mirzalijew (Abdysz-Ata Kant)                                    | 8 klubów, 2 rundy           |
| 2014                      |   |   | 9  | Dordoj Biszkek            | Abdysz-Ata Kant           | Ałga Biszkek                            | 18  | Kaleemullah Khan (Dordoj Biszkek)                                        | 8 klubów, 2 rundy           |
| 2015                      |   |   | 2  | Ałaj Osz                  | Dordoj Biszkek            | Abdysz-Ata Kant                         | 17  | Alia Sylla (Ałaj Osz)                                                    | 6 klubów                    |
| 2016                      |   |   | 3  | Ałaj Osz                  | Dordoj Biszkek            | Ałga Biszkek                            | 21  | Alia Sylla (Ałaj Osz)                                                    | 7 klubów                    |
| 2017                      |   |   | 3  | Ałaj Osz                  | Abdysz-Ata Kant           | Dordoj Biszkek                          | 21  | Alia Sylla (Ałaj Osz)                                                    |                             |
| 2018                      |   |   | 10 | Dordoj Biszkek            | Ałaj Osz                  | Abdysz-Ata Kant                         | 21  | Joel Kojo (Ałaj Osz)                                                     |                             |
| 2019                      |   |   | 11 | Dordoj Biszkek            | Ałaj Osz                  | Ałga Biszkek                            | 21  | Wahyt Orazsähedow (Dordoj Biszkek)                                       |                             |

## Statystyka
| Lp. | Klub                      | Miejsca na podium | Miejsca na podium | Miejsca na podium | Zwycięskie sezony            |   |   |                                                      |
| --- | ------------------------- | ----------------- | ----------------- | ----------------- | ---------------------------- | - | - | ---------------------------------------------------- |
| Lp. | Klub                      | 1.                | Dordoj Biszkek    | 9                 | Zwycięskie sezony            | 3 | 3 | 2004, 2005, 2006, 2007, 2008, 2009, 2011, 2012, 2014 |
| 2.  | Ałga Biszkek              | 5                 | 7                 | 1                 | 1992, 1993, 2000, 2001, 2002 |   |   |                                                      |
| 3.  | Dinamo Biszkek            | 3                 | 1                 | 0                 | 1997, 1998, 1999             |   |   |                                                      |
| 4.  | Ałaj Osz                  | 2                 | 0                 | 5                 | 2013, 2015                   |   |   |                                                      |
| 5.  | Kant-Oil Kant             | 2                 | 0                 | 0                 | 1994, 1995                   |   |   |                                                      |
| 6.  | Dżasztyk-Ak-Ałtyn Karasuu | 1                 | 2                 | 5                 | 2003                         |   |   |                                                      |
| 7.  | Neftczi Koczkorata        | 1                 | 1                 | 0                 | 2010                         |   |   |                                                      |
| 8.  | Metałłurg Kadamżaj        | 1                 | 0                 | 0                 | 1996                         |   |   |                                                      |
| 9.  | Abdysz-Ata Kant           | 0                 | 5                 | 4                 |                              |   |   |                                                      |
| 10. | RUOR Gwardija Biszkek     | 0                 | 2                 | 2                 |                              |   |   |                                                      |
| 11. | Ak-Marał Tokmok           | 0                 | 1                 | 1                 |                              |   |   |                                                      |
| 11. | Szachtior Kyzył-Kyja      | 0                 | 1                 | 1                 |                              |   |   |                                                      |
| 13. | Orto-Nur Sokuluk          | 0                 | 1                 | 0                 |                              |   |   |                                                      |
| 14. | Polot Biszkek             | 0                 | 0                 | 2                 |                              |   |   |                                                      |
| 15. | Dinamo-UWD Osz            | 0                 | 0                 | 1                 |                              |   |   |                                                      |